# Silhouette (film 1991)
Silhouette (Beyond the Silhouette) é un film anglo-canadese del 1991 diretto da Lloyd A. Simandl.

## Trama
L'avvocatessa d'ufficio Samantha Stewart si ritrova coinvolta in una cospirazione internazionale in seguito all'omicidio di una prostituta, così decide di travestirsi da prostituta e di indagare sull'omicidio.